# Hrvatska nogometna reprezentacija do 21 godine
Hrvatska nogometna reprezentacija za igrače mlađe od 21 godine (U21) natječe se od 1990. godine, a prvu utakmicu odigrali su 13. veljače 1993. godine protiv Italije.

## Rezultati na europskim prvenstvima
- Španjolska 1996.: nisu se kvalificirali
- Rumunjska 1998.: nisu se kvalificirali
- Slovačka 2000.: završili natjecanje u grupnoj fazi (4. u skupini A)
- Švicarska 2002.: nisu se kvalificirali nakon poraza u razigravanju
- Njemačka 2004.: završili natjecanje u grupnoj fazi
- Portugal 2006.: nisu se kvalificirali nakon poraza u razigravanju
- Nizozemska 2007.: nisu se kvalificirali
- Švedska 2009.: nisu se kvalificirali
- Danska 2011.: nisu se kvalificirali
- Izrael 2013.: nisu se kvalificirali
- Češka 2015.: nisu se kvalificirali
- Poljska 2017.: nisu se kvalificirali
- Italija 2019.: završili natjecanje u grupnoj fazi
- Slovenija i Mađarska 2021: završili natjecanje u četvrtfinalu
- Rumunjska i Gruzija 2023.: završili natjecanje u grupnoj fazi

U generaciji koja je 2000. godine pobijedila u 8. kvalifikacijskoj skupini, izbacila Portugal u doigravanju te s jednim neriješenim i dva tijesna poraza u završnoj skupini igrali su među ostalima: Stipe Pletikosa, Anthony Šerić, Igor Tudor, Jurica Vranješ i Ivan Leko. Sastav je vodio Ivo Šušak.
U generaciji koja je 2004. godine pobijedila u 8. kvalifikacijskoj skupini, izbacila Škotsku u doigravanju te u završnoj skupini ostala iza kasnijih prvaka Italije i doprvaka SiCG, igrali su među ostalima: Darijo Srna, Marko Babić, Nikola Šafarić, Dario Zahora, Niko Kranjčar, Danijel Pranjić i Eduardo da Silva. Sastav je vodio Martin Novoselac.

## Vanjske poveznice
- Službena stranica HNS-a
- (engl.) Hrvatska do 21 na soccerway.com